# Koszalin
Koszalin é uma cidade da Polônia, na voivodia da Pomerânia Ocidental. Estende-se por uma área de 98,34 km², com 107 225 habitantes, segundo os censos de 2019, com uma densidade de 1090 hab/km².